# NGC 6516
NGC 6516 is een spiraalvormig sterrenstelsel in het sterrenbeeld Draak. Het hemelobject werd op 27 oktober 1861 ontdekt door de Duits-Deense astronoom Heinrich Louis d'Arrest.

## Synoniemen
- MCG 10-25-118
- ZWG 300.94
- ZWG 301.1
- PGC 61109